# Франко, Николас
Никола́с Фра́нко Баамо́нде (исп. Nicolás Franco Bahamonde, 1891—1977) — испанский военный и политический деятель, старший брат Франсиско и Рамона Франко.

## Биография
Николас был первым ребёнком в семье потомственного офицера флота Николаса Франко-и-Сальгадо-Араухо (1855—1942) и его жены, Марии дель Пилар Баамонде-и-Пардо де Андраде (1865—1934), приходившейся потомком Педро Фернандесу де Кастро — седьмому графу Лемосу. Впоследствии у Николаса и Марии родились ещё дети — Франсиско, Рамон, Мария дель Пилар и Мария де ла Пас.
Николас продолжил семейную традицию и окончил Военно-морское училище в Кадисе, после чего — Военно-морское инженерное училище, где учился одновременно с Хуаном Антонио Суансесом, будущим министром франкистского правительства.
Во время Второй Республики активно занялся политикой, став Генеральным секретарем Аграрной партии. С 1932 по 1934 год он занимал должность директора Военно-морского инженерного училища, а в 1935 году был назначен генеральным директором торгового флота Испании во время премьерства Хоакина Чапаприеты.
После начала гражданской войны стал одним из соратников своего брата Франсиско. В 1937 году Николас был направлен послом в Италию, а в 1938 году — послом в Португалию, на этом посту обеспечивал поддержку правительства Салазара в поставках оружия мятежной стороне, а также преследовании республиканцев, бежавших в Португалию.
В 1940 году Николас Франко был награждён большим рыцарским крестом ордена Святого Лазаря Иерусалимского. В 1942 году он был назначен генералом Военно-морского инженерного корпуса и оставался послом Испании в Португалии до 1957 года. По возвращении в Испанию Николас активно занялся бизнесом, стал основателем и председателем правления автомобильной компании FASA-Renault, а также основателем Fabricación de Automóviles Diesel, SA" (Fadisa), а также почётным председателем Alcan Aluminio Ibérico, директором компании Trasmediterránea de Navegación, а также директором Морского союза Леванта и советником Manufacturas Metálicas Madrileñas. Его брат Франсиско, будучи главой государства, назначил Николаса прокуратором Кортесов; эту должность Николас занимал до своей кончины в 1977 году.
Николас Франко скончался 15 апреля 1977 года в военно-морском госпитале в Мадриде от почечной недостаточности и был похоронен на кладбище Альмудена.
В 2008 году в рамках обвинения в преступлениях против человечества, которые предположительно были совершены во время гражданской войны в Испании и первые годы режима Франко, выдвинутых судьёй Бальтасаром Гарсоном, было упомянуто 35 имён деятелей режима, включая Николаса Франко. В то же время судья объявил, что уголовное преследование в отношении Николаса Франко прекращено в связи с кончиной последнего.

## В кинематографе
- 2019 — Пока идет война / Mientras dure la guerra. В роли — Луис Бермехо.